# Caldeira de Tao-Rusyr
Le Tao-Rusyr (russe : Тао-Русыр) est un stratovolcan situé dans la pointe Sud de l'île d'Onekotan, faisant partie des Îles Kouriles, en Russie. 
Une caldeira de 7.5 km de large s'est formée pendant son éruption, il y a environ 10 000 ans (entre 5 500 et 9 400 avant le présent). 
Les eaux du lac Koltsevoe (russe: Кольцевое озеро) remplissent la caldeira, et un grand cône andésite symétrique, le Krenitsyn, s'élève au milieu du lac. Ce volcan a été nommé d'après le capitaine Piotr Krenitsyn de la marine impériale russe.
Sa dernière éruption, en 1952, a formé un petit dome de lave sur la côte de l'île. Le Krenitsyna a un cratère de 350 m de large et est le point culminant de l'île Onekotan (1325 mètres). Une autre caldeira, le Nemo, se trouve à l'extrémité nord de l'île, et contient également un lac de cratère.